# ایمان النفجان
ایمان النفجان (عربی: إيمان النفجان وبلاگ‌نویس، نویسنده، آموزگار، کنشگر مدنی و فعال حقوق زنان در عربستان سعودی است. وی در ماه مه ۲۰۱۸ توسط مأموران سعودی بازداشت شده و هم‌اکنون به همراه لجین الهذلول و ۵ کنشگر دیگر، در زندان مرکزی ذهبان محبوس است. به گفته سازمان عفو بین‌الملل، النفجان و دیگر زنان بازداشتی تحت شکنجه و آزار و اذیت قرار گرفته‌اند.